# María Romero Meneses
María Romero Meneses, FMA (13 de janeiro de 1902 - 7 de julho de 1977) foi uma religiosa católica da Nicarágua e membro professo das Irmãs Salesianas de Dom Bosco, apelidada de "Apóstola Social da Costa Rica".
O processo de beatificação começou em 20 de setembro de 1988 e ela foi titulada como Serva de Deus antes de ser nomeada Venerável em 18 de dezembro de 2000. O Papa João Paulo II a beatificou em 14 de abril de 2002.

## Vida

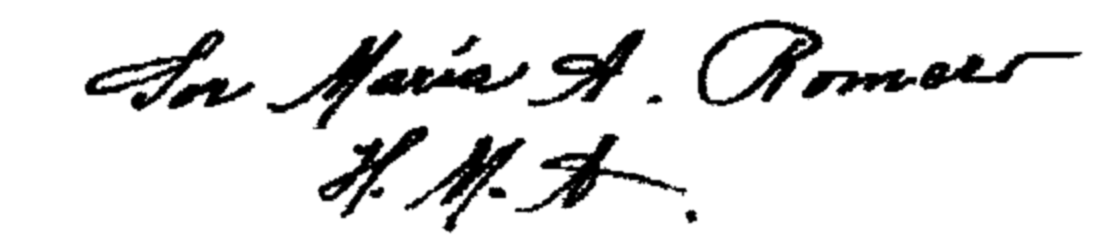
Assinatura.

María Romero Meneses nasceu na Nicarágua em 1902 como um dos oito filhos de pais de classe média - seu pai era um ministro do governo. Seus pais eram Félix Romero Arana e Ana Meneses Blandón. Seu batismo foi realizado em 20 de janeiro. Ela recebeu sua confirmação em 23 de julho de 1904, de Siméon Pereira y Castellón e recebeu sua primeira comunhão em 8 de dezembro de 1909.
Descobriu-se que Romero tinha talento para arte e música, então seus pais cuidaram para que ela fosse treinada no piano e no violino. Mais tarde, ela frequentou a escola das Irmãs Salesianas de Dom Bosco, embora em 1914 tenha sofrido uma longa crise de febre reumática que sofreu até 1915 e que deixou seu coração danificado para o resto de sua vida. Quando ela se recuperou, foi considerado de natureza milagrosa e isso levou a uma total confiança em Nossa Senhora e à visão de sua vocação para a ordem.
A jovem esperançosa ingressou na associação mariana Filhas de Maria Auxiliadora em 8 de dezembro de 1915, para seguir seu chamado mariano. Em 1920 ingressou naquela congregação e partiu para El Salvador para seu período de noviciado, recebendo o hábito da ordem em 16 de janeiro de 1921. Seu diretor espiritual foi o padre Emilio Bottari, que lhe deu uma recomendação profética: "Ainda que venham momentos difíceis e você se sinta dilacerada, seja fiel e forte em sua vocação". Essas palavras a sustentaram pelo resto de sua vida religiosa. Em 6 de janeiro de 1929, na Nicarágua, fez sua profissão perpétua. Seus escritos indicam que ela tentou viver a vida religiosa interior a exemplo de João Bosco.
Em 1931 foi para San José na Costa Rica que se tornou sua segunda pátria e em 1933 foi professora de música e arte, além de datilografia em uma escola para filhas de famílias ricas. Um grande número de seus alunos foi conquistado por seu modo de vida e trabalhou com ela para ajudar os pobres e abandonados. Seu foco estava no desenvolvimento social enquanto ajudava os ricos para ver se estes poderiam ajudar os pobres com sua riqueza. Ela montou centros recreativos em 1945, bem como centros de distribuição de alimentos em 1953. Ela também abriu uma escola para meninas pobres em 1961 e uma clínica para doentes em 1966. Em 1973 ela organizou a construção de sete casas que se tornaram a fundação da vila de Centro San José – um lugar onde as famílias pobres poderiam ter casas decentes.
Romero morreu de ataque cardíaco em meados de 1977 na casa das Irmãs Salesianas de León, para onde foi enviada para descansar. Seus restos mortais foram enviados de volta a San José, na Costa Rica, para serem enterrados na capela de uma casa salesiana.

## Beatificação
O processo de beatificação começou em 20 de setembro de 1988, quando a Congregação para as Causas dos Santos emitiu o nihil obstat à causa e a titulou como Serva de Deus, o que permitiu que o processo diocesano se estendesse de 18 de novembro de 1988 até seu encerramento em 6 de maio. 1992; a CCS validou o processo em 8 de janeiro de 1993 e recebeu a Positio em 1997 para inspeção.
Os teólogos aprovaram a causa em 7 de março de 2000 e o CCS também em 3 de outubro de 2000. Ela foi nomeada Venerável em 18 de dezembro de 2000, depois que o Papa João Paulo II aprovou que ela tivesse vivido uma vida de virtude heroica. O processo de investigação de um milagre durou de 1997 a 1998 e foi validado em 9 de outubro de 1998, o que permitiu que um conselho médico o aprovasse em 30 de março de 2000 e os teólogos também em 30 de janeiro de 2001; a CCS emitiu sua aprovação em 3 de abril de 2001, o que levou o papa a conceder a aprovação final em 24 de abril de 2001. João Paulo II beatificou Romero em 14 de abril de 2002 na Praça de São Pedro. Romero foi o primeiro indivíduo da América Central a ser beatificado.
O postulador atual para esta causa é o Rev. Pierluigi Cameroni.